# Avrom Landy
Avrom Landy, (Cleveland Ohio 1904 - 1992) fue un historiador, escritor y teórico en marxismo estadounidense en la primera mitad del siglo XX. Fue el padre de la artista e investigadora, la Profesora emérita de la School of the Art Institute of Chicago, Sonia Landy Sheridan.

## Biografía
Avrom Mendel Landy, conocido como A. Landy, realizó un Bachelor of Arts en  Ohio State University y un máster en la Universidad de Wisconsin, Madison.  Doctorado, Ph.D, en historia,  filología, la filosofía de lengua, en Madison University. En esos años fue nombrado editor del  Dayly Worker.
Fue director educativo  del Partido Comunista de América, una posición  que mantuvo hasta que 1945. Fue candidato del Partido Comunista, Senado Estatal 4.º Distrito en 1941 de Nueva York.
Fue profesor en Phi Beta Kappa- Ohio State University Estatal y de Wisconsin University.
Landy orientó a su hija Sonia Landy Sheridan para que se formara como traductora en política global, y  le contrató para hacer la búsqueda francesa para su libro nuevo "Los Estados Unidos y la Comuna de París de 1871". Su hija intentó conseguir que  “La Comuna de París” fuera publicada en Londres, Inglaterra, pero  fue rechazado. Más tarde  consiguió que el libro de Landy “La Comuna de París” fuera publicado en París en “La Pensee."
En la cuarta elección de Franklin D. Roosevelt a presidente,  Landy se unió  a Earl Browder, cabeza del Partido Comunista Americano, CPUSA, en la creencia de  que los EE. UU. era en su propio destino histórico, una mezcla democrática de socialismo y capitalismo.

## Editor
Fue editor del Dayly Worker aproximadamente dos años en los años 1930s, 
Fue coeditor de International Publishers de 1945 hasta 1947, cuándo  dejó el Partido Comunista.   
Landy era un pensador marxista influyente durante los años 1930s y 1940s, especialmente a través de su trabajo educativo y trabajo de editorial, y también a través de sus artículos en varias revistas de izquierdas.

## Archivos
Sus archivos y documentos están en la biblioteca de  Northwestern University  “A. Landy Collección" y en la Langlois Fundación, junto con su hija  Sonia Landy Sheridan en los archivos de Sonia  Langlois Fundación Generative Systems en Montreal.

## Libros
Libros publicados:
Marxism and the Democratic Tradition, ASIN: B0014JWIXI, (Nueva York: Editores Internacionales, 1946),
Marxism and the Woman Question (Nueva York: Worker¨s Library, 1943).